# Acroaspis
Acroaspis is een geslacht van spinnen uit de  familie van de wielwebspinnen (Araneidae).

## Soorten
- Acroaspis decorosa (Urquhart, 1894)
- Acroaspis olorina Karsch, 1878
- Acroaspis tuberculifera Thorell, 1881